# Chwila Nieuwagi (zespół folkowy)
Chwila Nieuwagi – polski zespół muzyczny folkowo-poetycki pochodzący z Rybnika założony w 2008 roku przez Martynę i Andrzeja Czechów – zadebiutował podczas festiwalu Bieszczadzkie Anioły w 2008 roku, zdobywając w konkursie brązowe skrzydło.
Przez kolejne lata duet zdobywał nagrody na licznych festiwalach piosenki poetyckiej.
Debiutancka płyta: „Niepoprawna muzyka” ukazała się w 2011 roku nakładem wydawnictwa AIA Cytryna dystrybuowana przez EMI Music Poland. Album zawiera autorskie utwory skomponowane do wierszy poetów i tekstów własnych, w tym pierwsze kompozycje zespołu po śląsku. Wszystkie utwory z tego krążka zostały wyróżnione najwyższymi nagrodami na wspomnianych konkursach.
W 2013 roku miała miejsce premiera drugiej płyty zatytułowanej „Miszung”. Promował ją teledysk do utworu: „W niebie” z debiutancką rolą aktorską wybitnego poety Adama Ziemianina. Gościnnie na płycie wystąpili: Maciej Balcar (Dżem (zespół muzyczny)), Jarosław Treliński (Raz Dwa Trzy) oraz Dariusz Sojka (Carrantuohill). Krążek zawiera trzy utwory zaśpiewane po śląsku oraz kompozycje do tekstów własnych i wierszy poetów.
„Anieli śpiewają” to trzeci album studyjny grupy prezentujący śląskie przyśpiewki i pastorałki oraz kolędy w aranżacjach Chwili Nieuwagi. Płyta ukazała się w 2016 roku nakładem wydawnictwa Dalmafon a dwa lata później światło dzienne ujrzała pierwsza płyta koncertowa nagrana wspólnie z Kubą Blokeszem zatytułowana: „Morawska Brama” wydana przez „Miszung” – własne wydawnictwo zespołu. Nagrania zostały zarejestrowane podczas trzech koncertów radiowych w Radio Opole, Radio Gdańsk oraz Radio Rzeszów a prezentują kompozycje czeskich pieśniarzy, czeskich zespołów folkowych i folk-rockowych, m.in. Karela Kryla, Jaromíra Nohavicy, Radůzy, Poletime? czy grupy Čechomor.
Wybrane utwory z albumów zespołu gościły na kilkunastu składankach poetyckich i folkowych. Wydane płyty cechuje eklektyzm stylistyczny, stanowiący wyróżnik zespołu i wybraną drogą muzyczną. Najlepiej charakter muzyczny Chwili Nieuwagi oddaje gwarowy termin: „miszung” – mieszanina, kocioł, harmider, bałagan. Główną aktywnością grupy są żywiołowe koncerty, będące prawdziwym spotkaniem muzyków z publicznością bez zbędnej bariery „estrada-widz”, muzycznie dopracowane, a jednocześnie nienużące ani przez chwilę dzięki różnorodności stylistycznej, swobodzie scenicznej i barwnym osobowościom członków zespołu.
Wydawnictwa:
- 2018 Morawska Brama (wspólnie z Kubą Blokeszem) – Miszung
- 2016 Anieli śpiewają – Dalmafon
- 2013 Miszung – AIA Cytryna, dystrybucja Warner Music Poland[2]
- 2011 Niepoprawna muzyka – AIA Cytryna, dystrybucja EMI Music Poland[2]

Składanki:
- 2016 Empik prezentuje dobre piosenki. Bolesław Leśmian zaśpiewany[6]
- 2016 Empik prezentuje dobre piosenki. Wisława Szymborska zaśpiewana[6]
- 2016 Empik prezentuje dobre piosenki. Jan Twardowski zaśpiewany[6]
- 2015 Ballady i niuanse vol. 2[6]
- 2015 Empik prezentuje dobre piosenki. Edward Stachura zaśpiewany[6]
- 2015 Moja Kraina Łagodności[6]
- 2014 Stachura. Fabula Rasa[6]
- 2013 Ballady i niuanse Vol. 1[6]
- 2013 W górach jest wszystko co kocham vol. IX[6]
- 2012 W górach jest wszystko co kocham vol. VIII[6]
- 2011 W stronę Krainy Łagodności[6]
- 2011 Folk się gro![6]

Najważniejsze nagrody festiwalowe:
- Studencki Festiwal Piosenki w Krakowie (2012) (II miejsce),
- Ogólnopolski Przegląd Piosenki im. Wojtka Belona w Busku-Zdroju (2010) (Grand Prix),
- Festiwal Piosenki Artystycznej Poetycka Dolina w Warszawie (2010) (II miejsce – pierwszego nie przyznano),
- Festiwal Muzyki Folkowej Polskiego Radia „Nowa Tradycja” (2011 oraz 2013) (finał),
- OSPPT YAPA (2010) (I miejsce),
- Wrocławski Przegląd Piosenki Studenckiej (2010) (I miejsce),
- Muzyczna Zohylina w Bukowinie Tatrzańskiej (2010) (Grand Prix),
- Zimowa Giełda Piosenki w Opolu (2010) (I miejsce),
- Międzynarodowy Festiwal Piosenki Turystycznej „Kropka” w Głuchołazach (2010) (I miejsce),
- Międzynarodowe Spotkania Muzyczne „Poetyckie Rubieże” w Gubinie (2010) (wyróżnienie),
- Ogólnopolski Przegląd Piosenki Poetyckiej i Wędrownej „Lochowisko” w Toruniu (2010) (I miejsce),
- Festiwal Twórczości Korowód w Krakowie (2013) (wyróżnienie),
- Bieszczadzkie Anioły (2008) (III miejsce)